# Gregorio López-Bravo
Gregorio López-Bravo de Castro (Madrid, 19 de diciembre de 1923-Oiz, 19 de febrero de 1985) fue un político y empresario español, ministro de Industria y de Asuntos Exteriores durante la dictadura franquista. Más tarde miembro de Alianza Popular, en 1978 se retiró de la política activa como protesta por la entrada en vigor de la Constitución española.

## Biografía
Fue hijo de Sotero López de Castro y de Consuelo Bravo Atienza. Estudió en el Instituto-Escuela de la Institución Libre de Enseñanza y, posteriormente en el Ramiro de Maeztu de Madrid, convirtiéndose más tarde en ingeniero naval, número uno de su promoción. Estaba casado con María Ángeles Velasco Schmidt y era miembro supernumerario del Opus Dei. 

### Carrera política
Procurador en las Cortes franquistas entre 1958 y 1977, en 1959 se convirtió en director general en el Ministerio de Comercio. Posteriormente sería nombrado director general del Instituto de Moneda Extranjera (IEME). Tal y como había dispuesto el general Franco en la década de 1950 para favorecer la apertura del régimen al exterior, trató de liberalizar la política económica autárquica autarquía,[cita requerida]seguida hasta entonces desde los sectores falangistas del régimen franquista. A López Bravo se le considera pieza clave del equipo de los llamados tecnócratas.
En 1962 fue nombrado ministro de Industria, llevando a cabo, inspirado por las premisas del Plan de Estabilización de 1959, una reorientación de la política industrial que se mantuvo a grandes rasgos hasta el período final de la dictadura franquista. Se opuso al Proyecto Islero, que buscaba la construcción de una bomba nuclear española.En el contexto de la crisis ministerial de 1969, pasó a asumir la cartera de ministro de Asuntos Exteriores, sucediendo a Fernando María Castiella.
En su labor al frente del ministerio trató de aproximar las relaciones entre España y los países del este de Europa, en especial la Unión Soviética, con la que no existían relaciones diplomáticas, consiguiendo la apertura de oficinas comerciales permanentes de ambos países en Moscú y Madrid respectivamente; no se produjeron sin embargo cambios sustanciales en las relaciones con Israel. Consideraba que el establecimiento de relaciones diplomáticas con Israel conllevaría consecuencias negativas en lo concerniente a la tradicional amistad de España con el mundo árabe. A él se debe el establecimiento de relaciones diplomáticas plenas con la República Popular de China.  Fue relevado del ministerio tras el acceso del almirante Luis Carrero Blanco a la Presidencia del Gobierno.
Tras la muerte del dictador, resultó elegido diputado por Madrid en el Congreso de los Diputados por Alianza Popular desde el 15 de junio de 1977 al 29 de diciembre de 1978, fecha en la que renunció al escaño como protesta por la entrada en vigor de la Constitución Española ese mismo día, al no estar de acuerdo con la redacción final del texto. Cabe destacar que, después de dimitir Carlos Arias Navarro el 1 de julio de 1976, el rey debía nombrar al sucesor de entre una terna de aspirantes, en la cual estaban el propio Gregorio López-Bravo, Federico Silva y Adolfo Suárez, quien, finalmente, sería elegido.

### Fallecimiento
Murió el 19 de febrero de 1985 en el accidente aéreo del vuelo 610 de Iberia, que se estrelló cerca de Bilbao. El avión en el que viajaba cayó a tierra después de chocar contra una antena de televisión en el monte Oiz, cuando efectuaba la maniobra de aproximación al aeropuerto de Bilbao. No se pudo identificar su cadáver. El desplazamiento a Bilbao se debía a su intención de visitar la empresa Inquitex, situada en Andoáin (Guipúzcoa) y  perteneciente al grupo Sniace, ya que era el presidente del grupo.

## Reconocimientos
- Gran Cruz de la Orden del Mérito Civil (1962)[8]
- Gran Cruz de la Orden de Isabel la Católica (1964)[9]
- Gran Cruz (con distintivo blanco) de la Orden del Mérito Naval (1965)[10]
- Gran Cruz de la Orden de Cisneros (1967)[11]
- Gran Cruz (con distintivo blanco) de la Orden del Mérito Aeronáutico (1967)[12]
- Gran Cruz de la Orden Civil de Alfonso X el Sabio (1970)[13]
- Gran Cruz de la Orden de Carlos III (1970)[14]
- Gran Oficial de la Orden de África (1972)[15]